# 春望

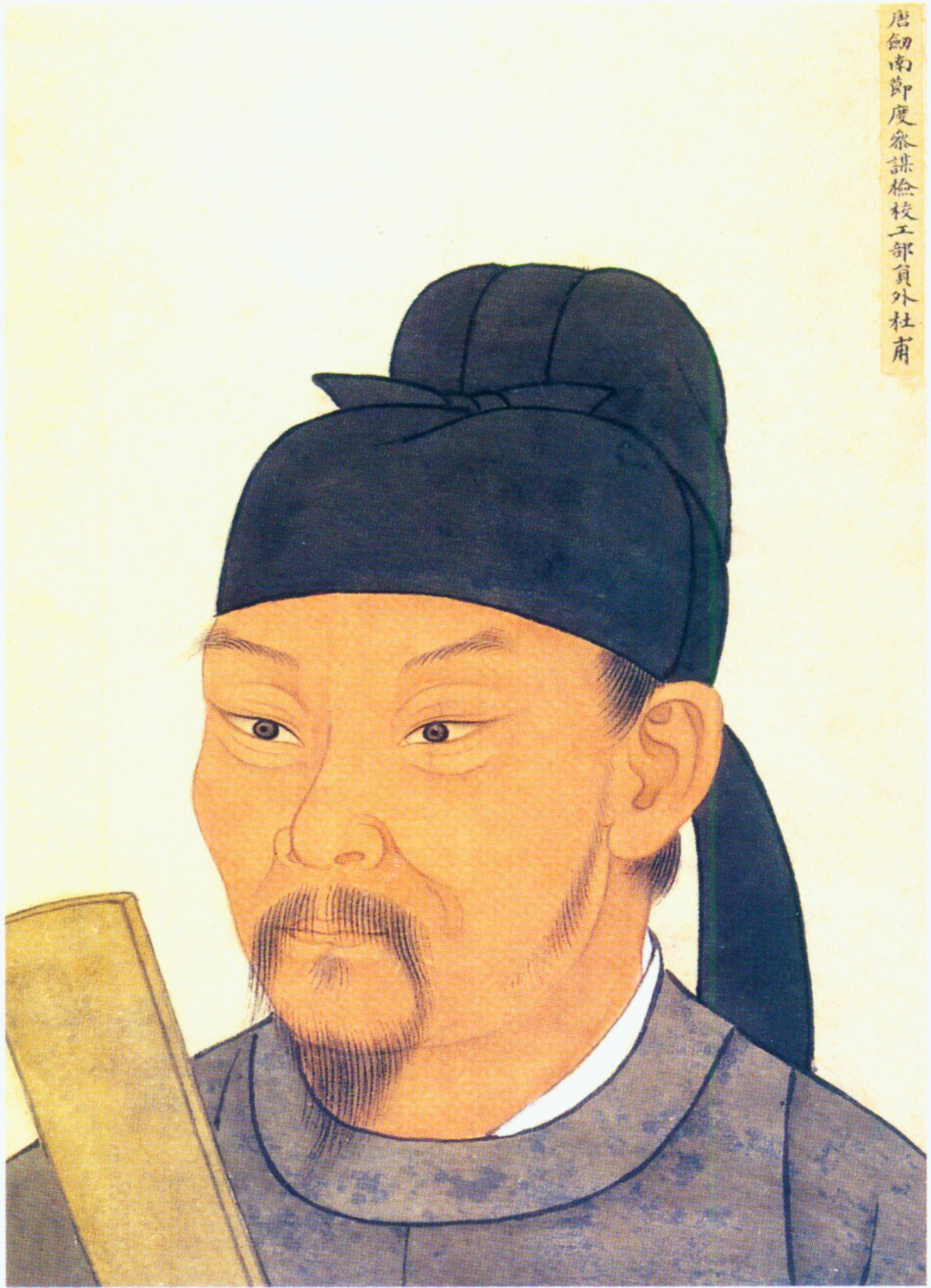
杜甫畫像

《春望》是唐代詩人杜甫在安史之亂期間的757年（至德二載）春天在長安創作的五言律詩，詩的開頭句「國破山河在」廣為人知。《春望》收錄於《唐詩三百首》，不僅是杜甫的代表作，也是漢字圈內最著名的漢詩之一。

## 全文
國破山河在，城春草木深。
感時花濺淚，恨別鳥驚心。 
烽火連三月，家書抵萬金。
白頭搔更短，渾欲不勝簪。

## 解釋
| 春望  | 春望       | 春望                         | 春望 |
| 聯    | 原文       | 白話翻譯                     |      |
| ----- | ---------- | ---------------------------- | ---- |
| 首 聯 | 國破山河在 | 國都淪陷，唯有山河依舊       |      |
| 首 聯 | 城春草木深 | 春天的城中荒草叢生           |      |
| 頷 聯 | 感時花濺淚 | 憂愁傷感，看見花開也流淚     |      |
| 頷 聯 | 恨別鳥驚心 | 離別家人，鳥鳴讓我心驚       |      |
| 頚 聯 | 烽火連三月 | 戰火連綿，三個月未曾停息     |      |
| 頚 聯 | 家書抵萬金 | 家書珍貴，如萬金般寶貴       |      |
| 尾 聯 | 白頭掻更短 | 愁悶心煩，只能搔首           |      |
| 尾 聯 | 渾欲不勝簪 | 白髮越來越稀，簪子也插不上了 |      |

#### 首聯
- 「國」：可以理解為「祖國」或「國都長安」。
- 「山河在」：強調山河依舊，暗示其他事物已被破壞。
- 「城」：指被城牆圍繞的長安城。
- 「春」：作為動詞，表示春天的到來，無論人間如何荒廢，自然界的春天仍會來臨。
- 「草木深」：暗示曾經的繁華，如今人跡罕至。

#### 頷聯
- 「時」：指時世的政治情勢。
- 「花」、「鳥」：象徵本應使人心情愉悅的事物，但在此境遇下反而引發悲傷。
- 「驚心」：可以理解為鳥鳴讓人驚覺賊兵的存在。

#### 頸聯
- 「烽火」：指軍事緊急聯絡的狼煙。
- 「三月」：可以理解為陰曆三月或三個月。
- 「家書」：家人，特別是疏散到鄜州羌村的妻子寄來的平安信。
- 「萬金」：以莫大金額形容家書的珍貴。

#### 尾聯
- 「白頭」：指白髮。
- 「掻」：中國文化中，抓頭表示煩惱或困惑。
- 「短」：指髮量減少。
- 「渾」：表示全然。
- 「簪」：表示男子成人象徵，不能簪表示無法擔任官職。

## 分析
律詩中頷聯和頸聯是對仗句，這首詩的首聯也是對仗句，結構上有逆接和順接的效果。詩的構成上，第一部分從宏觀到微觀，從國家到個人，最後集中在簪上。詩人困居於叛軍佔領的長安，暮春三月，環視四周，滿目均是破敗的國都，草木叢生，山河景象依舊。詩人對國事感到悲痛，思念家人，見到春花，不禁淚流滿面；聽到鳥鳴，哀痛更添。戰火延燒了三個月，道路阻塞無通訊，詩人心急如焚地渴望收到家書，但盼望已久，依舊未能如願。愁苦纏身，白髮越搔越少，甚至連簪子也無法撐起。
詩的首二句描繪詩人在長安春天的所見。「山河在」揭示了城池的殘破，四處廢墟景象；「草木深」暗示了人跡罕至，蕭瑟荒涼。第三、四句充滿雙關。首先，詩人以「樂」映照「哀」，鳥語花香雖是春天的象徵，但這個異常的春天，這些美景反而激起詩人對國事的憂慮和對家人的思念。花開時淚流，鳥鳴中心懼。其次，杜甫把自己的情感投射在花和鳥上。因為「感時」，花似乎也在流淚，這實則是對花上的露珠產生的聯想；因為「恨別」，鳥彷彿心驚，這實則是對鳥在枝頭騷動鳴叫的景象產生的聯想。花鳥雖無情，尚且如此，何況人乎？
「烽火連三月」與前文「感時」、「恨別」相呼應，明確揭示了「濺淚」和「驚心」的緣由。「家書抵萬金」一句，詩人以深沉的情感，誇張的語言，真實地表達了戰亂中渴望家人音訊的急切心情。最後兩句反映詩人深切的愁苦。這愁苦使他的頭髮變白，越來越稀疏，幾乎無法用簪固定。詩人透過外貌的描述，深刻反映內心極度的愁苦。
此詩結構嚴謹，構思細膩。全詩八句，前四句描繪春天景象，詩人睹物傷情；後四句抒發春天的情感，詩人為家國憂心忡忡，無不黯然神傷。

## 創作背景
杜甫在755年（天寶14載）任右衛率府冑曹參軍（長安武器庫的係長），同年安祿山起兵。杜甫帶家人逃至鄜州羌村，後單身前往肅宗處，不幸被捕並軟禁於長安。在757年（至德二載）春，杜甫在長安城邊寫下此詩。

## 評價和影響

### 華文社會

#### 宋代
宋代的司馬光認為，古人作詩重在言外之意，讓讀者能夠通過思索領會其深意，因此說詩的人無罪，而聽詩的人則應引以為戒。他特別推崇杜甫，認為其詩最能體現詩人的風格，如「國破山河在……恨別鳥驚心」。其中「山河在」表明城池殘破，無餘物矣；「草木深」暗示人煙稀少，無人矣。花鳥本是可娛之物，但在詩中卻成為悲哀之源，這反映了時局的動盪。他強調杜甫的詩能使人深思，言簡意賅。方回則稱讚《春望》為「第一等好詩」。他認為，想起天寶至大曆年間的動亂，令人不忍卒讀。

#### 明代
明代的鍾惺在《唐詩歸》指出，杜甫的詩句「愁思看春不當春」，即「感時」二句，這句詩通俗易懂，讓人百讀不厭，顯示了杜甫的高超技藝。梅鼎祚在《李杜二家詩鈔評林》引用劉雲的話說，形容杜甫的詩「更深更長，乃不及此」。周珽認為杜甫的詩氣渾語楚，充滿了力量。徐用吾稱讚杜甫的詩具有幽情邃思，感時傷事，意在言外。

#### 清代
清代的吳喬認為「烽火連三月，家書抵萬金」這句話雖然平常，但因為境遇困苦、情感真摯，遂與《六經》中的語句一樣不可動搖。何焯讚嘆《春望》的起聯筆力千鈞。他解釋道，「感時」表達了長久的心情，「恨別」則短暫而深刻，最後一句表達了對國家和家事的憂思，充滿淒涼和含蓄。張謙宜指出，《春望》的「烽火連三月，家書抵萬金」這兩句詩尤其妙絕。紀昀稱讚杜甫的詩句沉着自然，毫無做作，深至人心。沈德潛認為「濺淚」、「驚心」這兩句詩通過花鳥來表達悲哀，五、六兩句則直截了當地表達了杜甫的心情。浦起龍引用温公的話說，杜甫的詩表達了人事散亡、意在言外的感嘆。趙汸則認為詩句明確照應相生，表達手法巧妙。浦起龍認為，杜甫的詩詞淺顯，不需要過多的解釋。吳汝綸則稱讚杜甫的詩句沉着，意境直如《離騷》。

### 日本

《春望》標上漢文訓讀的記號。

《春望》在日本一直以來廣受喜愛。例如，松尾芭蕉在《奧之細道》中提及奧州平泉的藤原泰衡事跡時，引用了《春望》中的「國破而山河在」一句。
偖（さて）も義臣すぐつてこの城に籠り、功名一時の叢（くさむら）となる。「国破れて山河あり、城春にして草青みたり」と、笠打敷て、時のうつるまで泪を落し侍りぬ。

中文翻譯
然而，忠義之臣盡皆堅守此城，功名一時化為草莽。「國破山河在，城春草木深」，戴著斗笠，任淚水流淌，直到時光流逝。
相較於杜甫的其他作品，《春望》的技巧較少繁複，而整體表達較為平易近人。明治時期漢詩人森槐南認為正因如此，它成為了人口相傳的佳作，是《春望》廣為流傳的一個重要原因。「國破而山河在」這句詩在太平洋戰爭敗戰時常被日本報紙專欄引用。許多從戰地歸來的復員兵看到焦土般的日本慘狀時，也表達了同樣的感慨。
來自大阪市的飲料造商Sangaria以詩中的「山河在」為公司名來源，並在1983年推出了一則廣告使用了「國破れてサンガリア」（國破Sangaria，這裡運用了諧音）的標語。電影《貓之報恩》裡，有一幕在課室的場景內，黑板也寫上《春望》這首詩。

### 西方
法國翻譯家尼古拉斯·沙普伊指出，《春望》「看似非常簡單，但卻是最難翻譯的詩之一」。 同樣，英國漢學家霍克思也觀察到，這首詩的「形式之完美賦予其古典的優雅，但不幸的是這種優雅無法通過翻譯來傳達」。 儘管如此，《春望》仍多次被翻譯成英文，標題有「Gazing in Spring」、「Spring Prospect」、「Spring Scene」、「The View in Spring」等。
美國翻譯家伯頓·拉菲爾則認為《春望》是研究「句法翻譯極限」的合適案例。他特別指出，倪文燁的翻譯「明顯是半絕望的」，因為它通過設計「緊張的結構」而破壞了詩的詩意，同時淡化了最後兩行的「辛酸幽默」。 拉斐爾還批評亞瑟·庫珀的翻譯，稱其「極其拙劣地嘗試使用英語的韻律和押韻，甚至是英語的四行詩」。 然而，拉斐爾讚揚了郭鍾康和文森特·麥克休的翻譯，認為這個翻譯「不僅回響了結構，也傳達了原詩的力度和激情」。